# کانچیپورام
کانچیپورام (به انگلیسی: Kanchipuram) یک منطقهٔ مسکونی در هند است که در Kanchipuram district واقع شده‌است. کانچیپورام ۱۶۴٬۲۶۵ نفر جمعیت دارد.